# Holzstraße (Mannheim)

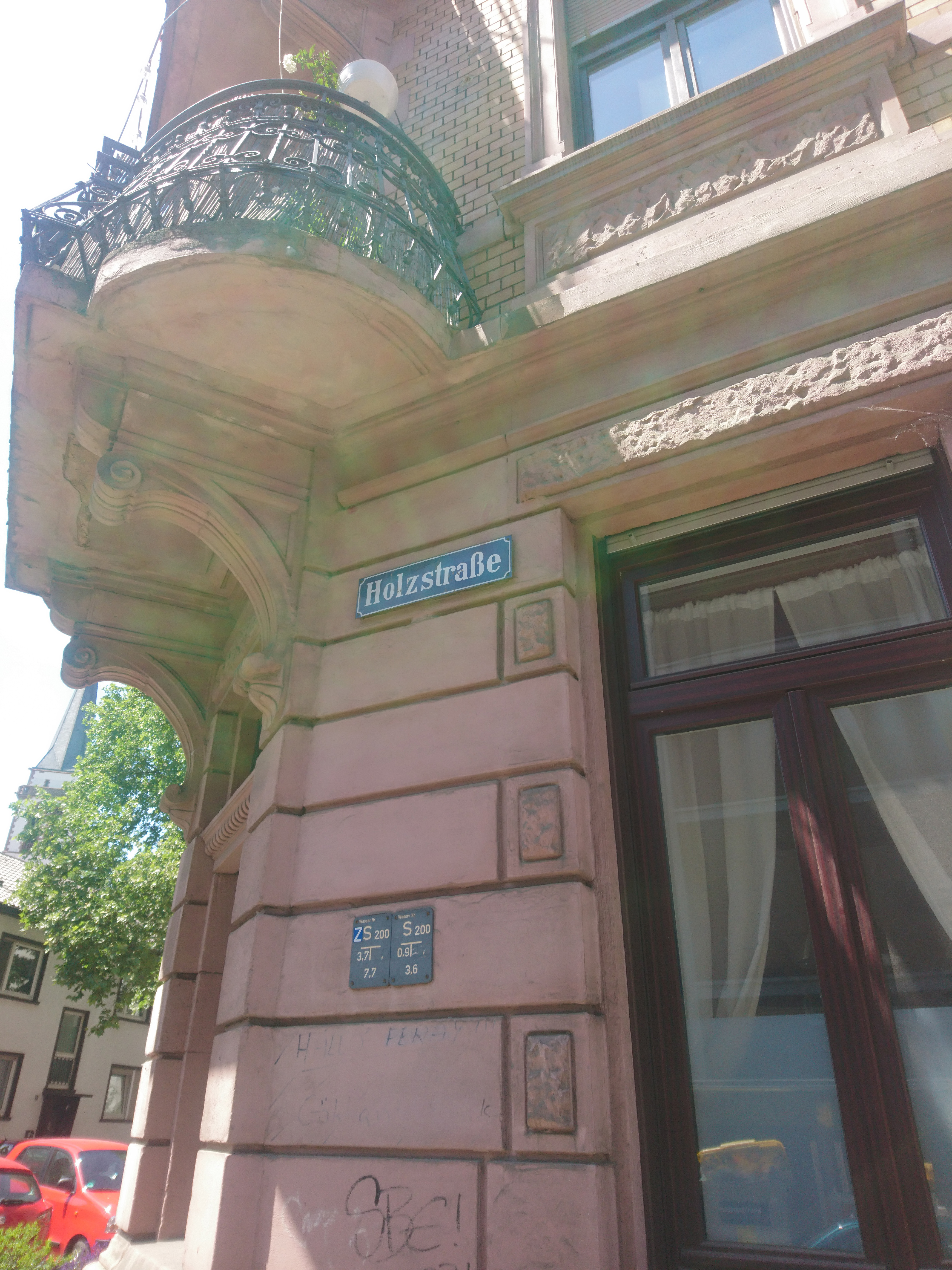
Straßenschild der Holzstraße in Mannheim.

Die Holzstraße ist eine Straße in Mannheim. Sie liegt im Stadtteil Jungbusch, beginnt am Luisenring und endet in der Neckarvorlandstraße.

## Geschichte
Im 19. Jahrhundert befanden sich bei der Straße Holzlagerplätze. Die Straße ist im Adressbuch von 1900 und bereits auf dem Stadtplan von 1895 nachweisbar.